# Cartoonito (Regno Unito e Irlanda)
Cartoonito è un canale televisivo britannico-irlandese indirizzato ad un target di età compresa tra 2 e 6 anni. È di proprietà del gruppo Warner Bros. Discovery.

## Storia
Cartoonito è iniziato come blocco di programmazione su Cartoon Network Too il 4 settembre 2006, dalle 06:00 alle 15:00. In seguito è diventato un canale autonomo il 24 maggio 2007.
Da settembre 2009 a marzo 2010 Cartoonito è andato in onda su Boomerang come blocco mattutino.
Nel 2011 la programmazione della rete è stata spostata dalle 04:00 alle 20:00. Dal 15 gennaio 2018 va in onda con una programmazione completa di 24 ore.
Cartoonito trasmette in 16:9 dal 1º novembre 2017.

## Loghi

4 settembre 2006 - 4 marzo 2018
4 marzo 2018 - 1º febbraio 2022
In uso dal 1º febbraio 2022